# الحنين للماضي (فلم 1983)
الحنين للماضي (بالإيطالية: Nostalghia) فيلم درامي سوفيتي إيطالي عام 1983 أخرجه أندريه تاركوفسكي وبطولة أوليغ يانكوفسكي ودوميزيانا جيوردانو وإيرلاند جوزيفسون. شارك تاركوفسكي في كتابة السيناريو مع تونينو جويرا.
يصور الفيلم كاتبًا روسيًا (أوليغ يانكوفسكي) يزور إيطاليا لإجراء بحث حول ملحن روسي من القرن الثامن عشر، لكنه يشعر بالحنين إلى الوطن. يستخدم الفيلم عناصر السيرة الذاتية المستمدة من تجارب تاركوفسكي الخاصة في زيارة إيطاليا، ويستكشف الموضوعات المحيطة بعدم قابليته لترجمة الفن والثقافة.
حاز الفيلم على جائزة لجنة التحكيم المسكونية وجائزة أفضل مخرج وجائزة الاتحاد الدولي للنقاد السينمائيين في مهرجان كان السينمائي 1983. تلقى الفيلم مقالات إيجابية بشكل عام من النقاد. حصل الفيلم على تسعة أصوات إجمالية في استطلاعات الرأي والصوت لعام 2012 لأعظم الأفلام التي تم إنتاجها على الإطلاق.

## طاقم التمثيل
أوليغ يانكوفسكي: في دور أندريه جورتشاكوف
إيرلاند جوزيفسون: في دور دومينيكو
دوميزيانا جيوردانو: في دور يوجينيا
ديليا بوكاردو: في دور زوجة دومينيكو
باتريسيا ترين: في دور زوجة أندريه
لورا دي مارشي: في دور خادمة الغرفة
بالاشتراك مع: رافاييل دي ماريو - رايت فورلان - ليفيو جالاسي - ايلينا ماجويا - بييرو فيدا.

## أحداث الفيلم
يسافر الكاتب الروسي أندريه جورتشاكوف (أوليغ يانكوفسكي) إلى إيطاليا لإجراء بحث عن الملحن الروسي في القرن الثامن عشر بافيل سوسنوفسكي، الذي عاش هناك وانتحر بعد عودته إلى روسيا. يسافر هو ومترجمه يوجينيا (دوميزيانا جيوردانو) إلى دير في ريف توسكان، لإلقاء نظرة على اللوحات الجدارية لبييرو ديلا فرانشيسكا. يقرر أندريه في اللحظة الأخيرة أنه لا يريد الدخول، وبالعودة إلى فندقهم، يشعر أندريه برغبة شديدة للعودة إلى روسيا. تقع يوجينيا في حب أندريه وتشعر بالإهانة لأنه لا يدعوها لفراشه، وتدعي أن لديها صديقًا أفضل ينتظرها.
يلتقي أندريه رجلًا غريبًا يُدعى دومينيكو (إيرلاند جوزيفسون)، اشتهر في القرية بمحاولة عبور مياه بركة معدنية بشمعة مضاءة، ويدعي أنه عندما يحقق ذلك أخيرًا، سينقذ العالم. يشترك أندريه ودومينيكو في الشعور بالغربة عن محيطهما. يعلم أندريه لاحقًا أن دومينيكو كان يعيش في ملجأ للمجانين حتى أغلقته الدولة، ويعيش الآن في الشارع، كما يعلم أن دومينيكو كان لديه عائلة وكان مهووسًا ببقائهم داخل منزله من أجل إنقاذهم من نهاية العالم. يعطي دومينيكو أندريه شمعته، قبل المغادرة، ويسأله عما إذا كان سيعبر المياه من أجله بالشمعة موقدة.
يرى أندريه، خلال تسلسل يشبه الحلم، نفسه على أنه دومينيكو ولديه رؤى عن زوجته. ينهي أندريه بحثه في فترة قصيرة ويخطط للمغادرة إلى روسيا، ويتلقى مكالمة من يوجينيا، التي تود أن تقول وداعًا وتخبره أنها قابلت دومينيكو في روما عن طريق الصدفة وأنه سأل عما إذا كان أندريه قد سار عبر المسبح بنفسه كما وعد. يقول أندريه إنه فعل ذلك. يلقي دومينيكو خطابًا في المدينة حول حاجة الجنس البشري ليكون إخوة وأخوات حقيقيين والعودة إلى أسلوب حياة أبسط، وأخيرًا يلعب معزوفة الحركة الرابعة لبيتهوفن.
يقرر أندريه الوفاء بوعده لدومينيكو للوفاء بوعده، ويحاول النزول للمسبح، لكنه يجد أن المسبح قد تم تجفيفه. يدخل أندريه البركة الفارغة ويحاول مرارًا وتكرارًا السير من طرف إلى آخر دون ترك الشمعة تنطفئ. عندما يحقق هدفه أخيرًا، ينهار، في لقطة مدتها تسعة دقائق.

## استقبال الفيلم
كتب فينسنت كانبي من صحيفة نيويورك تايمز: «إن تاركوفسكي قد يكون شاعرًا سينمائيًا جيدًا، لكنه شاعر سينمائي لديه مفردات صغيرة». كتب الناقد السينمائي ديف كير من صحيفة شيكاغو ريدر: «الفيلم مليء بالصور التي تبدو غامضة بشكل يائس، وواضحة بشكل ساحق». كتب الباحث توماس ريدوود أن «النقاد عمومًا يميلون إلى تجاهل الفيلم، لم يُكتب سوى القليل نسبيًا عن نوستالجيا، ولم يفهم الا القليل عن الفيلم».
منح موقع الطماطم الفاسدة الفيلم تقييم مقداره 86% بناء على آراء 22 ناقد سينمائي، وكتب إجماع نقاد الموقع: «تجربة مشاهدة رائعة تجد تاركوفسكي في شكل لا هوادة فيه».
حصل الفيلم على تسعة أصوات إجمالية في استطلاعات الرأي على موقع «الصوت والمشهد Sight & Sound» لعام 2012 في قائمة أعظم الأفلام التي تم إنتاجها على الإطلاق.
حصل الفيلم على جائزة لجنة التحكيم، وجائزة أفضل مخرج (الجائزة الكبرى للسينما، مشتركة مع روبرت بريسون)، وجائزة الاتحاد الدولي للنقاد السينمائيين بمهرجان كان السينمائي الدولي 1983.
منعت السلطات السوفيتية الفيلم من الفوز بالسعفة الذهبية، وهي حقيقة عززت عزم تاركوفسكي على عدم العمل أبدًا في الاتحاد السوفيتي مرة أخرى.

## وصلات خارجية
https://www.sensesofcinema.com/2001/cteq/nostalghia/ الحنين للماضي (فيلم 1983)
https://www.rottentomatoes.com/m/nostalgia_1984 الحنين للماضي (فيلم 1983)
https://www.imdb.com/title/tt0086022/ الحنين للماضي (فيلم 1983)